# Karl Hager (Politiker)
Karl Hager (* 27. Februar 1938 in Pöchlarn; † 24. März 2010 in Scheibbs) war österreichischer Politiker (SPÖ) und Bezirksstellenleiter der Kammer für Arbeiter und Angestellte. Er war von 1987 bis 1993 Abgeordneter zum Landtag von Niederösterreich und von 1993 bis 1997 Mitglied des Bundesrates.

## Leben
Nach dem Abschluss der Pflichtschule absolvierte Hager die Fachschule für Maschinenbau an der Bundesgewerbeschule Mödling. Er trat 1955 in den Dienst der Firma Wüster, wo er als Facharbeiter und Werkmeister im Kaltwalzwerk tätig war. 1976 übernahm er das Amt des Bezirksstellenleiter der Arbeiterkammer Niederösterreich in Scheibbs. Politisch engagierte sich Hager ab 1965 als 
Gemeinderat in Wieselburg, wobei er 1969 zum Vizebürgermeister aufstieg und von 1986 bis 1997 das Amt des Bürgermeisters ausübte. Innerparteilich war er zudem von 1987 bis 1997 als SPÖ-Bezirksparteivorsitzender aktiv. Er vertrat zwischen dem 1. Dezember 1987 und dem 7. Juni 1993 die SPÖ im Landtag und war danach vom 7. Juni 1993 bis zum 31. Dezember 1997 Mitglied des Bundesrates.

## Auszeichnungen
- 1997: Viktor-Adler-Plakette
- 1998: Großes Silbernes Ehrenzeichen für Verdienste um die Republik Österreich[1]
- Ehrenbürger von Wieselburg